# ステファノ・ピラッツィ
ステファノ・ピラッツィ（Stefano Pirazzi、1987年3月11日 - ）は、イタリア、アラトリ出身の自転車競技（ロードレース）選手。元自転車競技選手のロベルトとは双子の関係にある。

## 来歴
2012年
- ティレーノ〜アドリアティコ 山岳賞
- ジロ・デ・イタリア 山岳賞部門第2位

2013年
- ジロ・デ・イタリア 山岳賞